# (18024) Dobson
(18024) Dobson (1999 KK4) – planetoida z grupy pasa głównego asteroid okrążająca Słońce w ciągu 5,68 lat w średniej odległości 3,18 j.a. Odkryta 20 maja 1999 roku.